# Gemeindezentrum Kreuzkirche (Berlin-Lankwitz)

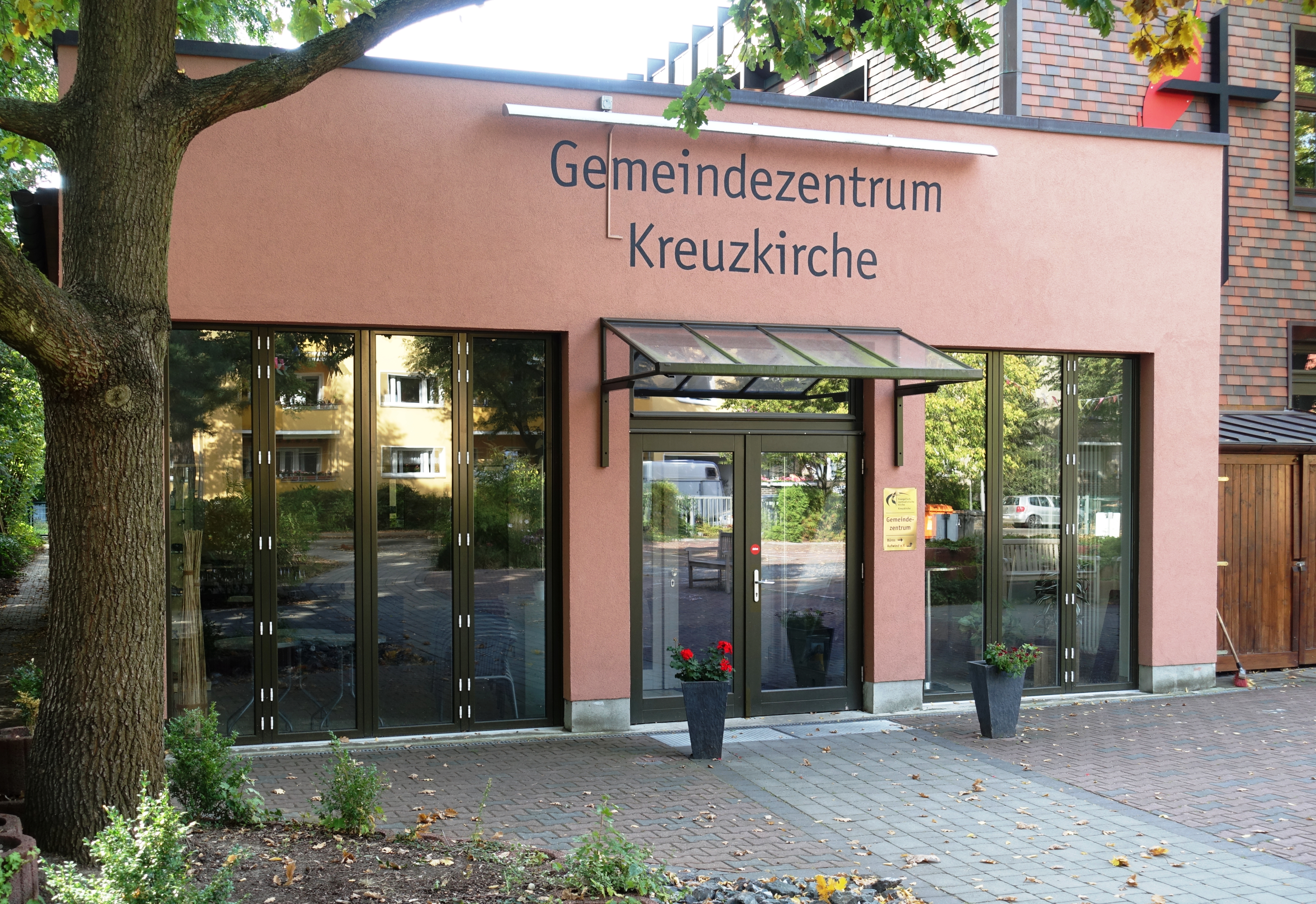
Gemeindezentrum Kreuzkirche

Das evangelisch-methodistische Gemeindezentrum Kreuzkirche befindet sich in der Zietenstraße 11 im Berliner Ortsteil Lankwitz des heutigen Bezirks Steglitz-Zehlendorf.

## Geschichte
Aus einer ehemaligen Dachdeckerei wurde von 2007 bis 2010 ein Gebäudekomplex umgebaut und erweitert. Das vordere Bürogebäude wird innerhalb von wenigen Monaten 2007 umgebaut, renoviert und bezogen. Das Gebäude in der Kaiser-Wilhelm-Straße 29 wurde aufgegeben, weil es zu klein war. Den letzten Gottesdienst gab es dort im August 2010. Am 10. September 2010 traf sich die Kirchengemeinde das erste Mal in dem neuen Gottesdienstsaal, der aus dem Lagerraum der ehemaligen Dachdeckerei entstanden ist. Am 3. Oktober fand die Einweihung mit einem Gottesdienst statt.

## Baubeschreibung
Der Gebäudekomplex besteht aus mehreren Baukörpern. Der zur Straße liegende zweigeschossige, traufständige Gebäudetrakt ist mit einem Flachdach bedeckt. In die Tiefe des Grundstücks wurde eine Saalkirche angebaut, ebenfalls flachgedeckt mit einem Oberlicht versehen. Dem Altarbereich gegenüber ist eine Empore. Daneben befinden sich 2 weitere Baukörper. Der hintere trägt ein Satteldach, der vordere ein Flachdach.

## Ausstattung
Seit 1981 steht in der hinteren linken Ecke die von Karl Lötzerich 1975 für die Friedenskirche in Charlottenburg gebaute Orgel. Die alte Orgel aus der Kaiser-Wilhelm-Straße, 1970 gebaut von der Firma E. F. Walcker & Cie, wurde 1981 an die Friedenskirche in Friedenau verkauft.